# Osan Air Base
Osan Ab är en flygplats i Sydkorea. Den ligger i den centrala delen av landet, 50 km söder om huvudstaden Seoul. Osan Ab ligger 12 meter över havet.
Terrängen runt Osan Ab är platt. Runt Osan Ab är det tätbefolkat, med 947 invånare per kvadratkilometer. Närmaste större samhälle är Osan, 7,7 km nordost om Osan Ab. Trakten runt Osan Ab består till största delen av jordbruksmark.